# Boulazac Isle Manoire
Boulazac Isle Manoire község Franciaország Új-Aquitania régiójában, Dordogne megyében. Új községként 2016. január 1-jén jött létre három korábbi község: Boulazac, Atur és Saint-Laurent-sur-Manoire egyesítésével, majd 2017. január 1-jén egy további község, Sainte-Marie-de-Chignac hozzákapcsolásával. Lakosainak száma 10 628 fő (2022. január 1.).

## Népesség
| Lakosok száma | 10 510 | 10 635 | 10 725 | 10 737 | 10 738 | 10 697 | 10 628 |
|               | 2015   | 2017   | 2018   | 2019   | 2020   | 2021   | 2022   |